# La Chapelle-Gonaguet
La Chapelle-Gonaguet è un comune francese di 1 079 abitanti situato nel dipartimento della Dordogna nella regione della Nuova Aquitania.

## Società

### Evoluzione demografica
Abitanti censiti